# Рибна (притока Райчанки)
Рибна (словац. Rybná) — річка; права притока Райчанки, протікає в окрузі Жиліна.
Довжина приблизно 5,0—6,0 км. Витік знаходиться в масиві Мала Фатра (геоморфологічна підодиниця Лучанська Фатра; схил гори Остра Скала) — на висоті приблизно 1080 метрів.
Протікає територією села Раєцька Лесна. Впадає в Райчанку на висоті приблизно 495—500 метрів.